# Středočeský kraj
Středočeský kraj je samosprávný celek České republiky ve středních Čechách, který je co do územní rozlohy i počtu obyvatel největším českým krajem. Na rozdíl od ostatních krajů nemá své sídlo umístěno na vlastním území, ale je jím hlavní město Praha, které má status samostatného kraje a které je Středočeským krajem zcela obklopeno. Největším městem ležícím na území Středočeského kraje je Kladno.
Středočeský kraj a Praha jsou jediné dva samosprávné kraje, jejichž území bývalo shodné jako u dříve vzniklých a již zrušených územněsprávních krajů. Do značné míry se Středočeský kraj kryje s územím někdejšího Pražského kraje existujícího v letech 1949–1960.

## Území a podnebí
Středočeský kraj leží uprostřed Čech. S rozlohou 11 014,5 km² tvoří téměř 14 % území Česka a řadí se na první místo v zemi (je cca 1,9krát větší, než je průměrná rozloha kraje). Po roce 2010 se kraj stal zároveň nejlidnatějším celkem v Česku: žije zde přibližně 1,46 milionu obyvatel. Počet obyvatel kraje narůstá stěhováním z ostatních krajů republiky a zejména vlivem suburbanizace – stěhováním z Prahy do okresů obklopujících hlavní město.
Kraj zcela obklopuje hlavní město Prahu a dále sousedí na severu s územím samosprávného Libereckého kraje, na severovýchodě s Královéhradeckým krajem, na východě s Pardubickým krajem, na jihovýchodě s krajem Vysočina, na jihu s Jihočeským krajem, na jihozápadě s Plzeňským krajem a na severozápadě s Ústeckým krajem. Zároveň sousedí s územními kraji Jihočeským, Západočeským, Severočeským a Východočeským.
Územně náleží k Českému masivu, který je jednou z nejstarších částí evropské pevniny. Krajinný reliéf přechází z rovinatého severu v blízkosti toku Labe ve vrchovinnou jižní a jihozápadní část kraje. Nejvyšším bodem území je brdský vrchol Tok v okrese Příbram, nejnižším je hladina Labe v okrese Mělník.
Podnební poměry středních Čech jsou závislé na nadmořské výšce a terénu. Kraj patří do mírné (spíše suché) teplé oblasti. Na západě je srážkový stín Krušných hor. Nejtepleji je v dolním Povltaví, nejchladněji je v Brdech, kvůli kterým se také na Příbramsku projevuje srážkový stín. Nejvyšší srážky: Ondřejov, nejnižší: Velké Přítočno.

## Historie

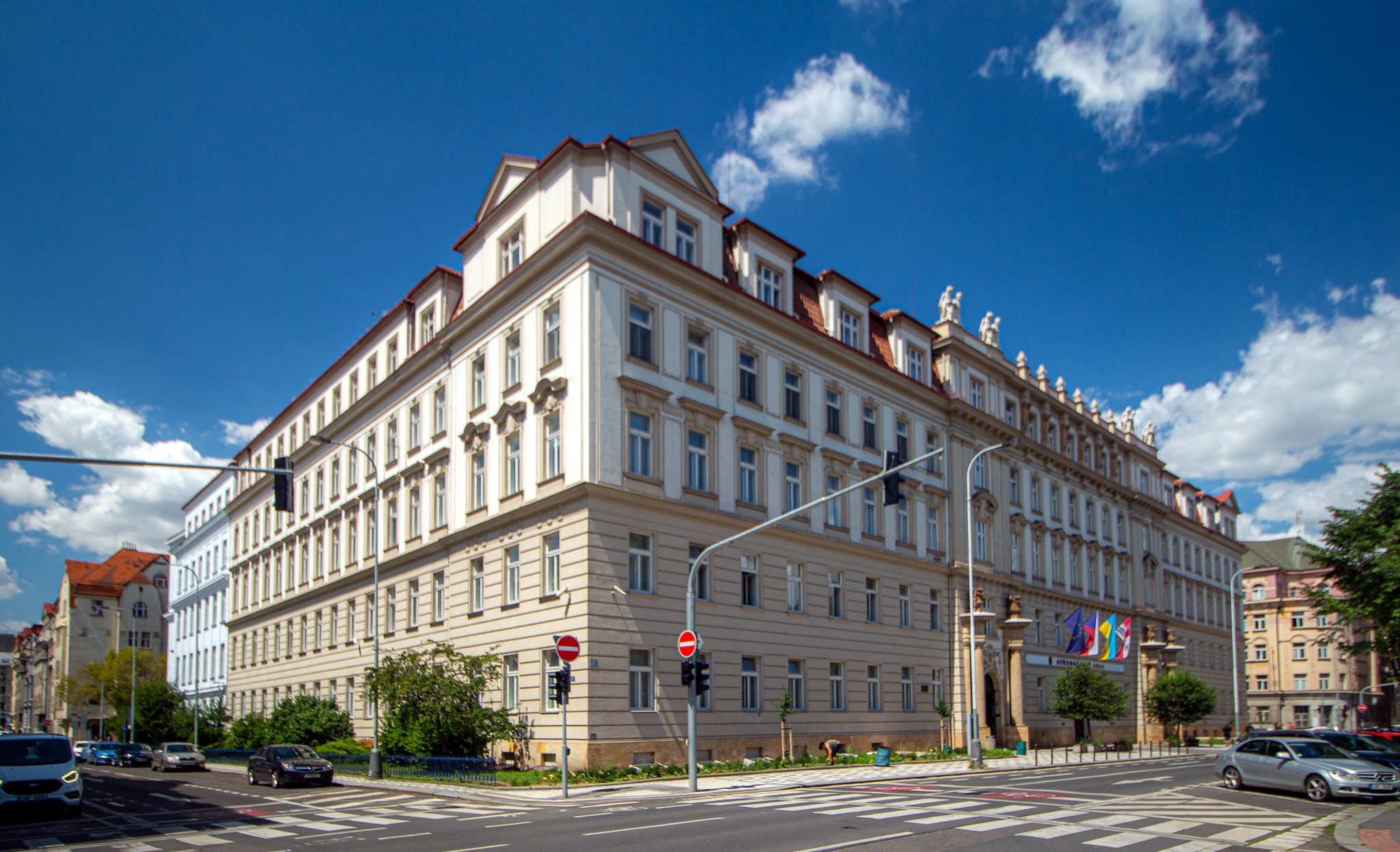
Budova Krajského úřadu v Praze-Smíchově, Zborovská 81/11

Středočeský kraj jako další územněsprávní jednotku ČSSR vytvořil k 1. červenci 1960 zákon o územním členění státu č. 36/1960 Sb. ze dne 11. dubna téhož roku, a vyjmenoval 12 jeho nových, větších okresů. Až do roku 1990 měl kraj volený orgán, krajský národní výbor. Poté až do roku 2000 krajské zřízení v České republice neexistovalo, kraj byl pouze územní jednotkou.
Samosprávný Středočeský kraj byl zřízen spolu s dalšími samosprávnými kraji na základě článku 99 a následujících Ústavy České republiky ústavním zákonem č. 347/1997 Sb., o vytvoření vyšších územních samosprávných celků, který stanoví názvy krajů a jejich vymezení výčtem okresů (území okresů definuje vyhláška ministerstva vnitra č. 564/2002 Sb.) a pro vyšší územní samosprávné celky stanoví označení „kraje“. Kraje definitivně vznikly 1. ledna 2000, samosprávné kompetence získaly na základě zákona č. 129/2000 Sb., o krajích (krajské zřízení), dne 12. listopadu 2000, kdy proběhly první volby do jejich nově zřízených zastupitelstev. Toto krajské členění je obdobné krajům z let 1948–1960, zřízených zákonem č. 280/1948 Sb.
Středočeský kraj je, stejně jako hlavní město Praha, jedním ze dvou případů v České republice, kdy se územní kraj svým názvem i územím shodoval se samosprávným krajem. Územní Středočeský kraj byl spolu s ostatními zrušen k 1. lednu 2021, zůstal tak již jen samosprávný kraj. Jde o jediný ze samosprávných krajů v České republice, který se ani původním názvem nejmenoval podle svého krajského města, a je navíc jediným z krajů České republiky, který má své sídlo mimo své vlastní území
K 1. lednu 2016 se území kraje zmenšilo o 10 katastrálních území ze zrušeného vojenského újezdu Brdy, která byla připojena k obcím Plzeňského (a zároveň Západočeského) kraje:
Okres Rokycany (7 katastrálních území, 11 budov, 21 obyvatel):
- Dobřív v Brdech (rozloha 15,001008 km²[6], 0 budov, 0 obyvatel) k obci Dobřív
- Mirošov v Brdech (rozloha 2,088398 km²[7], 0 budov, 0 obyvatel) k obci Mirošov
- Skořice v Brdech (rozloha 20,013659 km²[8], 9 budov, 21 obyvatel – jde zejména o osadu Kolvín) k obci Skořice
- Strašice v Brdech (rozloha 26,901687 km²[9], 2 budovy, 0 obyvatel) k obci Strašice
- Štítov v Brdech (rozloha 1,324276 km²[10], 0 budov, 0 obyvatel) k obci Štítov
- Těně v Brdech (rozloha 15,873074 km²[11], 0 budov, 0 obyvatel) k obci Těně
- Trokavec v Brdech (rozloha 0,169004 km²[12], 0 budov, 0 obyvatel) k obci Trokavec

Okres Plzeň-jih (3 katastrální území, 0 budov, 0 obyvatel):
- Borovno v Brdech (rozloha 0,965899 km²[13], 0 budov, 0 obyvatel) k obci Borovno
- Číčov v Brdech (rozloha 3,326621 km²[14], 0 budov, 0 obyvatel) k části Číčov města Spálené Poříčí
- Míšov v Brdech (rozloha 2,221332 km²[15], 0 budov, 0 obyvatel) k obci Míšov

## Členění kraje

### Okresy

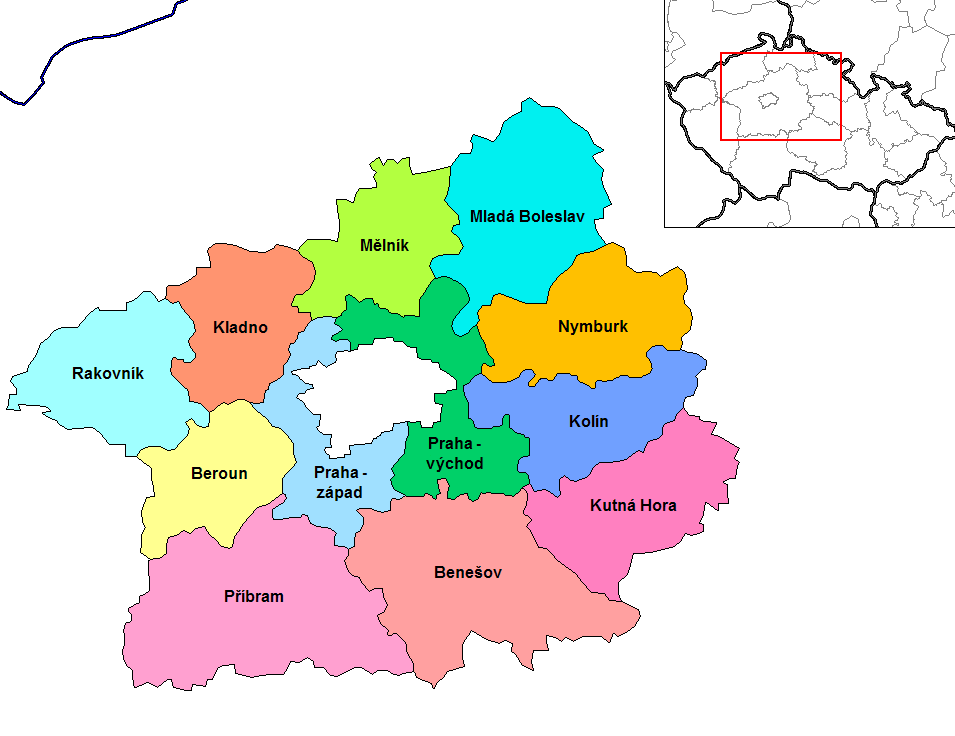
Okresy Středočeského kraje

Kraj je vymezen územím 12 okresů: Benešov, Beroun, Kladno, Kolín, Kutná Hora, Mělník, Mladá Boleslav, Nymburk, Praha-východ, Praha-západ, Příbram a Rakovník.
Rozlohou je největší okres Příbram (15 % rozlohy kraje), nejmenším okresem je Praha-západ (5 % rozlohy kraje). V roce 2005 bylo na území kraje 1146 obcí. Největší počet obcí je soustředěn v okrese Mladá Boleslav (123 obcí) a nejmenší počet obcí má okres Mělník (69 obcí).
Okresy jsou jednotkou územního členění státu a územními obvody některých státních institucí.
| Okres          | Býv. SPZ | Rozloha (km²) | Počet obyvatel (1. 1. 2020) | Hustota zalidnění (obyv./km²) | Počet obcí |
| -------------- | -------- | ------------- | --------------------------- | ----------------------------- | ---------- |
| Benešov        | BN       | 1 475         | 99 414                      | 67                            | 114        |
| Beroun         | BE       | 662           | 95 058                      | 144                           | 85         |
| Kladno         | KL       | 720           | 166 483                     | 231                           | 100        |
| Kolín          | KO       | 747           | 102 623                     | 138                           | 90         |
| Kutná Hora     | KH       | 917           | 75 828                      | 83                            | 88         |
| Mělník         | ME       | 701           | 109 302                     | 156                           | 69         |
| Mladá Boleslav | MB       | 1 023         | 130 365                     | 127                           | 120        |
| Nymburk        | NB       | 846           | 100 886                     | 119                           | 86         |
| Praha-východ   | PH, PY   | 755           | 185 178                     | 245                           | 110        |
| Praha-západ    | PZ       | 580           | 149 338                     | 257                           | 79         |
| Příbram        | PB       | 1 692         | 115 104                     | 68                            | 120        |
| Rakovník       | RA       | 896           | 55 562                      | 62                            | 83         |

### Správní obvody obcí s rozšířenou působností
Okresní úřady v Česku k 31. prosinci 2002 ukončily svoji činnost. Samosprávné kraje se pro účely přenesené působnosti státní správy od 1. ledna 2003 člení na správní obvody obcí s rozšířenou působností a ty se dále člení na správní obvody obcí s pověřeným obecním úřadem.

#### Seznam měst a obcí s rozšířenou působností

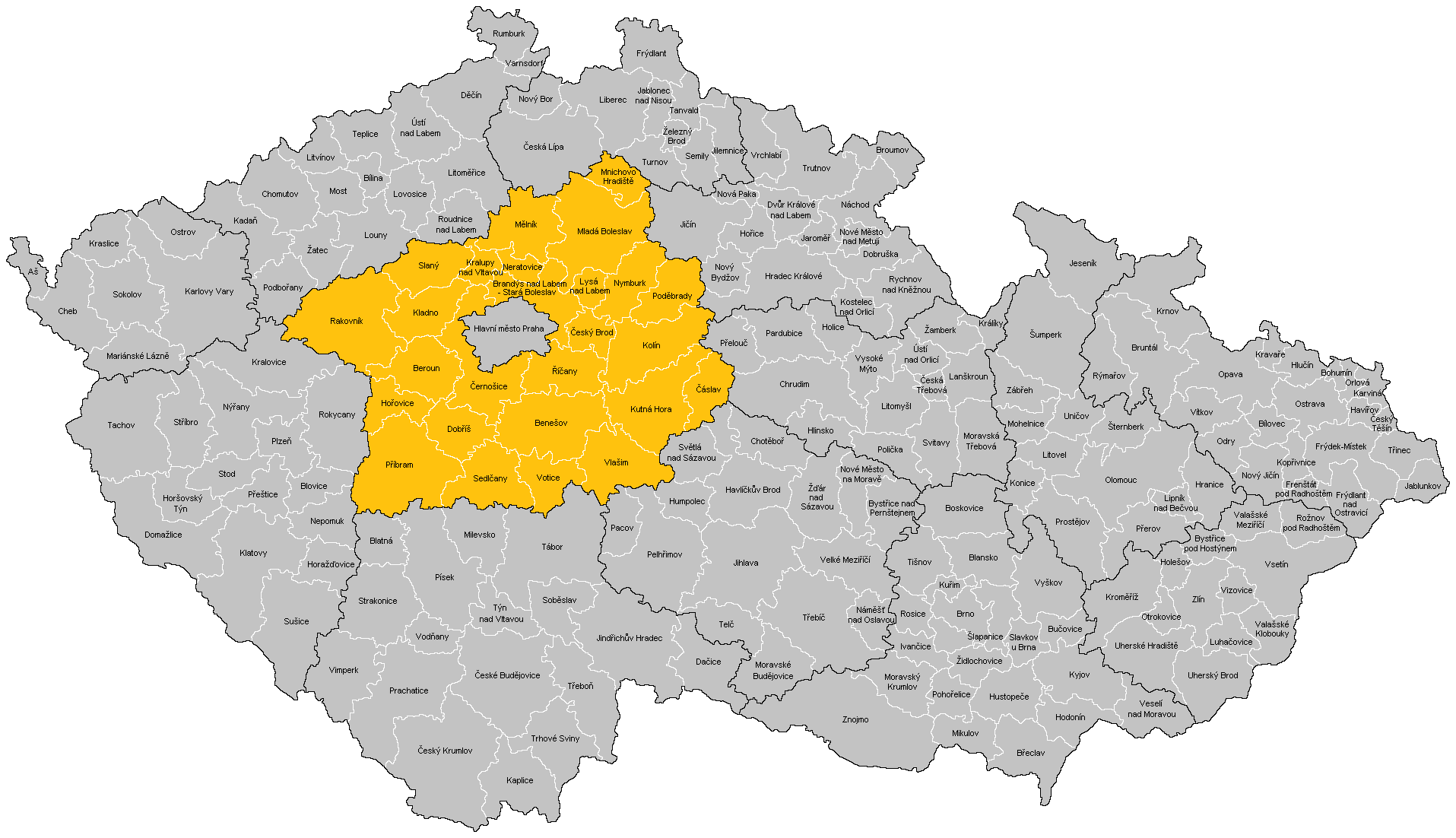
Správní obvody obcí s rozšířenou působností ve Středočeském kraji

- Okres Benešov: Benešov, Vlašim, Votice
- Okres Beroun: Beroun, Hořovice
- Okres Kladno: Kladno, Slaný
- Okres Kolín: Kolín, Český Brod
- Okres Kutná Hora: Kutná Hora, Čáslav
- Okres Mělník: Mělník, Kralupy nad Vltavou, Neratovice
- Okres Mladá Boleslav: Mladá Boleslav, Mnichovo Hradiště
- Okres Nymburk: Nymburk, Poděbrady, Lysá nad Labem
- Okres Praha-východ: Brandýs nad Labem-Stará Boleslav, Říčany
- Okres Praha-západ: Černošice
- Okres Příbram: Příbram, Dobříš, Sedlčany
- Okres Rakovník: Rakovník

## Obyvatelstvo
K 1. lednu 2020 měl Středočeský kraj 1 385 141 obyvatel. Nejlidnatějším okresem Středočeského kraje byl okres Praha-východ se 185 178 obyvateli a ve většině okresů žilo přes 100 tisíc obyvatel. Naopak populačně nejmenším byl okres Rakovník s 55 562 obyvateli. Hustota zalidnění byla nejvyšší v okresech Kladno, Praha-východ a Praha-západ, kde přesáhla hodnotu 200 obyvatel na km². Všechny tyto okresy mají intenzivní sociálně-ekonomické vazby na Prahu a do jisté míry tvoří metropolitní zázemí hlavního města. Naopak nejnižší hustota zalidnění byla v okresech Rakovník, Benešov, Příbram a Kutná Hora, kde hustota zalidnění ani zdaleka nedosahuje 100 obyvatel na km², což je dáno hlavně hornatým a zalesněným charakterem těchto oblastí.

## Samospráva kraje

### Politická situace
Středočeský kraj je ovlivněn blízkostí Prahy, zejména v posledních letech se sem Pražané ve větší míře stěhují, což ovlivňuje celkovou demografii. V minulosti byl kraj sídlem těžkého průmyslu (zejména města Kladno a Příbram), v posledních letech se však zaměření těchto měst výrazně obměnilo. 
V minulosti se kolem vedení kraje objevovalo velké množství kauz, ať už zde vládla jakákoli strana. V prvních osmi letech existence kraje zde byl hejtmanem zástupce ODS Petr Bendl, kterému bylo později vyčítáno přiklepnutí dotace pro malé a střední podniky miliardáři a pozdějšímu politikovi Andreji Babišovi. V roce 2008 nastoupil do vedení kraje David Rath z ČSSD, jehož působení bylo zakončeno rozsáhlou policejní razií, sám hejtman Rath byl zatčen a později odsouzen za přijetí úplatku. Kritizován byl rovněž jeho nástupce Josef Řihák z ČSSD. Další kauzy přišly s příchodem hejtmanky Jaroslavy Pokorné Jermanové z hnutí ANO. Ta se stala ve své době patrně nejkritizovanější a nejkontroverznější hejtmankou v celé České republice. Vyčítány jí byly statisícové odměny pro úředníky, jejichž jména odmítala zveřejnit, předání služebního auta svému manželovi za účelem cest do práce, podání trestního oznámení na záchranářku, která kritizovala nedostatek roušek v době koronavirové krize, nebo předání zakázky na ořezání stromů u silnic šéfkuchaři, který navíc toto ořezání, za které dostal zaplaceno, podle odborníků nikdy neprovedl. Předmětem jistých smíšených pocitů byla rovněž dlouholetá účast KSČM na vládě.
V krajských volbách v roce 2020 se stal Středočeský kraj jakýmsi průkopníkem nové politické reality, kdy se do zastupitelstva dosavadní vládní ČSSD a KSČM vůbec nedostaly, hnutí ANO pak skončilo až na třetím místě, ačkoli ve většině českých krajů zvítězilo, volby vyhrálo hnutí STAN. Podle některých politologů se ve středních Čechách těší hnutí Starostové a nezávislí, kteří už v roce 2016 skončili ve volbách druzí a v roce 2020 už krajské volby vyhráli, stoupající podpoře, kraj lze označit za jejich „baštu“.

### Seznam hejtmanů
- Petr Bendl (ODS), 2000–2008
- David Rath (ČSSD), 2008–2012
- Zuzana Moravčíková (ČSSD), 2012
- Josef Řihák (ČSSD), 2012–2014
- Miloš Petera (ČSSD), 2014–2016
- Jaroslava Pokorná Jermanová (ANO), 2016–2020
- Petra Pecková (nestr./STAN), od 2020

### Rada kraje
| Radní               | Osoba                           | Oblast                                        |
| ------------------- | ------------------------------- | --------------------------------------------- |
| Hejtmanka           | Petra Pecková (STAN)            | hejtmanka                                     |
| Statutární náměstek | Pavel Pavlík (ODS)              | statutární náměstek zdravotnictví             |
| Náměstek            | Jiří Snížek (Piráti)            | náměstek regionální rozvoj a územní plánování |
| Náměstek            | Petr Borecký (STAN)             | veřejná doprava                               |
| Radní               | Karel Bendl (ODS)               | silniční doprava                              |
| Radní               | Martin Hrabánek (ODS)           | sociální věci                                 |
| Radní               | Václav Švenda (Spojenci/TOP 09) | kultura a památková péče                      |
| Radní               | Libor Lesák (ODS)               | investice, majetek a veřejné zakázky          |
| Radní               | Jana Skopalíková (Piráti)       | životní prostředí a zemědělství               |
| Radní               | Milan Vácha (STAN)              | vzdělání a sport                              |

## Hospodářství
Poloha Středočeského kraje významně ovlivňuje jeho ekonomickou charakteristiku. Úzká vazba s hlavním městem a hustá dopravní síť činí polohu kraje mimořádně výhodnou. Naopak zřejmá nevyváženost vztahu Prahy – metropole celorepublikového významu – a středních Čech – periferie Prahy – je pro kraj nevýhodou.[zdroj?] Tato skutečnost, stejně jako absence krajského města jako správního centra regionu, do určité míry limituje rozvoj kraje. Kraj je pro Prahu významným zdrojem pracovních sil, doplňuje pražský průmysl, zásobuje Prahu potravinami, poskytuje Praze svůj rekreační potenciál.

### Doprava
Středočeský kraj má kromě Prahy nejhustší, ale také nejpřetíženější dopravní síť na území Česka. Přes území kraje vedou do hlavního města historicky radiálně uspořádané hlavní železniční i silniční tranzitní sítě. Své zastoupení v kraji má i vodní doprava. Jedinou vodní cestu v Česku pro vnitrostátní i mezinárodní přepravu představuje v současné době Labsko-vltavská vodní cesta, přibližně 3/4 její délky procházejí územím kraje.

### Průmysl
Stěžejními průmyslovými odvětvími jsou strojírenství, chemie a potravinářství. Škoda Mladá Boleslav se stala podnikem celostátního významu. Několika významnějšími podniky je zastoupeno i sklářství, keramika a polygrafie. Ústup zaznamenaly dříve tradiční obory těžba uhlí, ocelářství a kožedělný průmysl.
Ve srovnání s odvětvovou strukturou zaměstnanosti v Česku je v kraji nadprůměrně zastoupena průmyslová výroba a zemědělství, naopak podíl stavebnictví a služeb na celkové zaměstnanosti je nižší, oblast služeb však vykazuje v posledních letech progresivní růst.

### Zemědělství
Pro Středočeský kraj je charakteristická rozvinutá zemědělská i průmyslová výroba. Zemědělská výroba těží z vynikajících přírodních podmínek v severovýchodní části kraje, kraj vyniká hlavně rostlinnou výrobou – pěstováním pšenice, ječmene, cukrové řepy, brambor, v příměstských částech ovoce, zeleniny a okrasných rostlin. Rozvíjí se pěstování energetických plodin, zejména řepky olejné.

## Příroda a historické památky

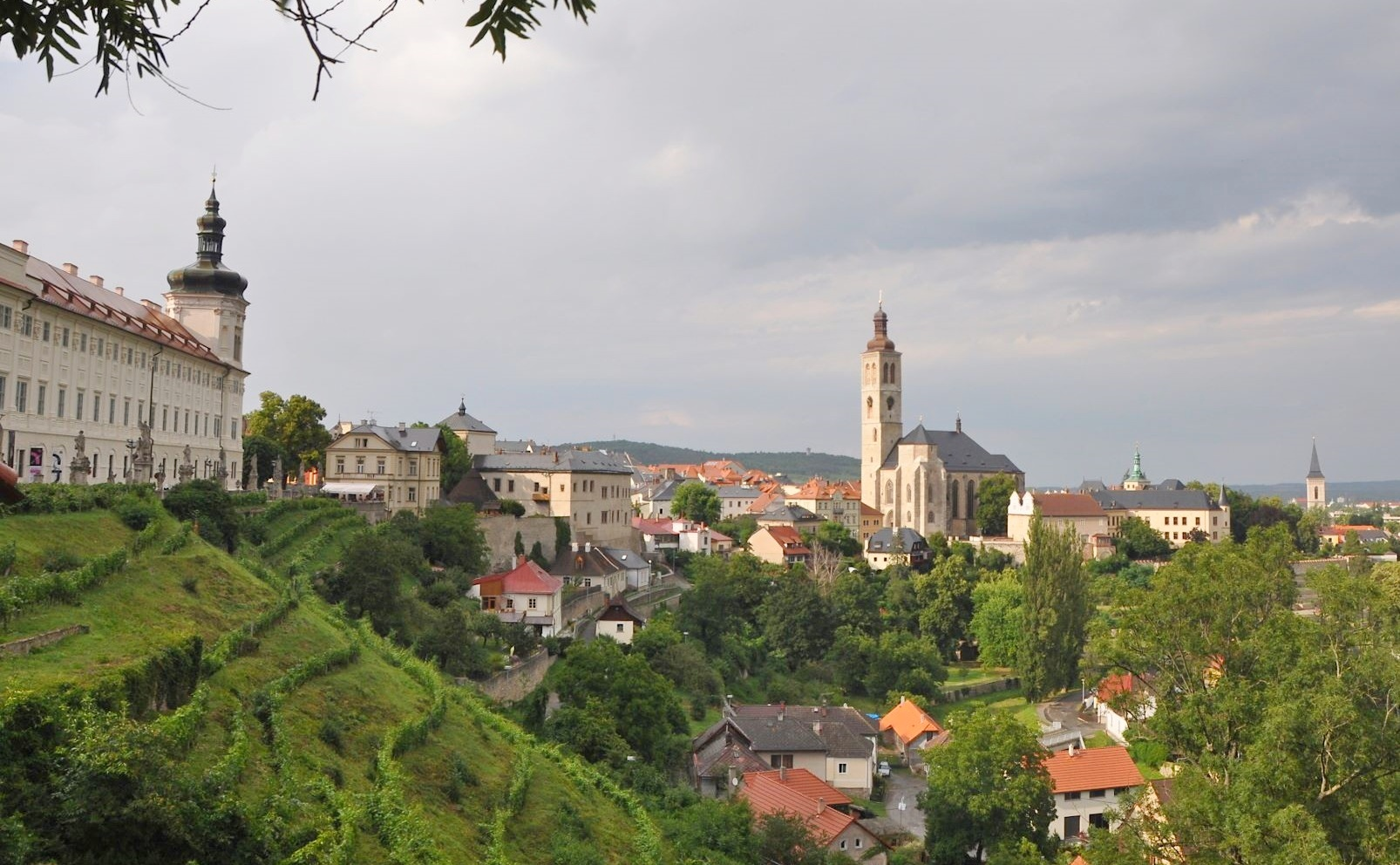
Pohled na Kutnou Horu od chrámu sv. Barbory

Na území Středočeského kraje se nachází množství významných historicky cenných památek a několik chráněných krajinných oblastí. Největší koncentrací památek se vyznačuje město Kutná Hora, které bylo v roce 1995 zapsáno do Seznamu světového  kulturního dědictví UNESCO.
Nejcennější přírodní oblast kraje představuje CHKO Křivoklátsko, která figuruje na seznamu biosférických rezervací a která je jedním ze dvou adeptů na vyhlášení nového národního parku. Mezi další významné oblasti patří CHKO Kokořínsko, Český kras, Český ráj, Blaník a nejnovější CHKO Brdy.

#### Vodní toky
- Berounka
- Labe
- Jizera
- Sázava
- Vltava
- Cidlina
- Želivka

## Zajímavosti
Kuriozitou kraje je, že se zde v okresech Kolín a Kutná Hora nachází několik dvojic obcí, jejichž názvy se od sebe liší jen římskou číslovkou: např. Břežany I a Břežany II.
Poštovní směrovací čísla míst ve Středočeském kraji začínají číslicí 2. Čísla dopravních závodů ČSAD KNV Praha v Praze a ve Středočeském kraji začínala číslicí 1.

## Partnerské regiony
- Porýní-Falc, Německo
- Opolské vojvodství, Polsko
- Burgundsko, Francie